# Théodore Reinach
Théodore Reinach, född 3 juli 1860 i Saint-Germain-en-Laye, död 28 oktober 1928 i Paris, fransk filolog och fornforskare, professor i numismatik vid Collège de France från 1924. Bror till Joseph Reinach och Salomon Reinach. 
Reinach gjorde sin viktigaste insats som redaktör för Revue des études grecques (1888-1907) och sedan för Gazette des beaux-arts (1906-1928). Reinachs författarskap omspänner vitt skilda områden; fornorientalisk historia (till exempel Histoire des Israelites, 1885; svensk översättning av A. F. Åkerberg som Israeliternas historia från deras förskingring till våra dagar, Seligmann, 1891; Mithridate, 1890), arkeologi (till exempel La nécropole royale de Sidon, 1892-1896), numismatik (till exempel L'histoire par les monnaies, 1902; Recueil général des monnaies grecques d'Asie Mineure tillsammans med E. Babelon, 1904), papyrologi (Papyrus grecs, 1905), musikhistoria (La musique grecques, 1926).